# 小虎鯨
小虎鯨（学名：Feresa attenuata）又称 侏虎鲸、小逆戟鲸、倭圆头鲸，是一种罕见的小型齒鯨 ，生活在全球热带到温带海域，小虎鲸属（侏虎鲸属）的唯一物种，隶属于海豚科、領航鯨亚科。学名中的“attentuata”为拉丁语中“楔子”之意，指其从头到尾身躯逐渐变细的形貌；而俗名是因其体态特征与虎鲸类似，但体型远比虎鲸小。
1874 年，英国动物学家约翰·爱德华·格雷根据大英博物馆中 1827 年和 1874 年确定的两个颅骨，对该物种进行了描述。下一次的发现记录是 1952 年由日本本州捕鲸人所描述的“罕见的海豚”，1954 年日本动物学家山田文泽（英：Munesato Yamada）据此为小虎鲸正式命名。
小虎鲸在圈养中具有极强的攻击性，但在野外尚未观察到这种攻击行为。在鯨豚擱淺復健的救援中，小虎鯨往往也是人们需要特別防备的鲸种。

## 形态特征
小虎鯨體長約 2.2－2.4 米（最長 2.6 米），初生體長約 80 公分，體重約 150－180 千克（最重 225 千克），在海上很容易被与其它海豚混淆，尤其是与瓜头鯨混淆。小虎鯨的身躯健壮，深色，尤其额部的颜色特别深。头圆，没有突出的吻，成年個體長有白色的唇線。体侧的颜色比较浅，身體常有刮痕或其他咬痕，腹部往往是白色的並於胸口具有錨狀花紋。背鳍高位與身體中央，稍微镰状的，胸鰭稍長末端呈圓鈍型，尾鰭中央有缺刻。上顎有 8－11 對與下顎 11－13 對，牙齒成圓錐狀，具相當程度的噬咬與撕裂能力。习惯上小虎鯨與瓜頭鯨、偽虎鯨、領航鯨、虎鯨等同屬於海豚科的黑鯨類（Blackfish）。

## 生活习性
小虎鯨居住在全球的熱帶與亞熱帶海域，常出沒在水深較深處，尤其是 500－2000 米以上。臺灣宜蘭海域偶能見到小虎鯨成群出沒，花蓮與臺東、綠島與蘭嶼及屏東墾丁近海則每年約可目擊 1－2 次。西南海域（臺南高雄與屏東近岸）則於春季有小虎鯨群體靠岸或是迷航的事件，臺灣西部有多次擱淺活體復健的紀錄。
小虎鯨在全球都有集體擱淺的事件，而臺灣高雄海域則在 1995、2003 與 2005 年 2 月有多次連續小虎鯨群體進出港灣的迷航紀錄（有部分個體死亡），但外觀與身體健康狀況目測均正常，並排除了天氣、中毒與漁業衝突等其他可能性，無法判斷擱淺主因，但水下噪音或其他人未知的干擾是尚無法排除的。2018 年 2 月高雄港再次發生小虎鯨群體迷航，幾經搜救單位與海巡協力帶領出港仍有部分返回，陸續於 3 月初有十餘隻不幸死亡，有 2 隻個體胃內有塑膠垃圾。2019年4月於高雄旗津發生活體擱淺事件 （页面存档备份，存于），4/25六隻活體擱淺經送往成大鯨豚擱淺救援中心復健後也陸續病亡，擱淺原因仍未能確認，但電腦斷層掃描顯示多數個體在中耳鼓泡的部份，有單側填充的不正常現象，顯示小虎鯨群體有共同的病徵，可能影響牠們的聽力或平衡，進而導致擱淺。此次擱淺事件前後十天內高雄，花蓮台東也陸續有小虎鯨死亡擱淺，共計13隻。
小虎鯨总是成群活动，一般每群有 5－30 隻個體，偶尔也会观察到 100 隻以上的大群體。小虎鯨游泳速度慢，根據國外小虎鯨裝設衛星發報器的觀察，平均時速約 2.7－3.1 千米。在野外，小虎鯨通常較少與船隻互動，水面的動作也較少。可观察到牠们进行浮窺、尾鰭與胸鰭拍水等行为，總體而言是比較不活躍的鯨豚。白天常可見到整群浮在海面上休息的行為。
根據擱淺的小虎鯨胃內容物，得知其主要在夜晚吃魚類與魷魚等頭足類，但也有野外觀察小虎鯨有攻击、獵食其它小型海豚的紀錄。小虎鯨的生物學與生態學的資訊都鮮為人知，和其他的鯨豚一樣長壽命且晚成熟，大約 2 米的母鯨有達到性成熟與泌乳的紀錄。目前人們對夏威夷海域的小虎鯨有較多研究 （页面存档备份，存于），研究指出小虎鯨個體之間的關係相當穩定，同伴間的關係可長達十餘年以上。

## 种群现状
小虎鯨在野外很少被觀察記錄，目前全球的估計約 40000 頭，但因為調查的區域有限，這個數字可能是低估。例如夏威夷海域的穿越線調查顯示小虎鯨僅佔所有鯨豚目擊的 1.5 %，這種罕見的齒鯨非常難估計其族群的量與趨勢。
小虎鯨、瓜頭鯨與喙鯨容易受到人為巨大噪音的影響（例如軍事聲納或震測），在亞洲區域和加勒比海等地也受到少量的漁業捕殺和誤捕的影響。